# Седамнаести новембар
Седамнаести новембар (познати и као 17Н или Н17) је била грчка левичарска оружана формација, која се неколико деценија борила против америчког утицаја у Грчкој. Ниједан њен припадник деценијама није био ухваћен све до пропасти организације 2002. године.

## Настанак
1970-их година је у Грчкој на власти је била војна хунта. 17. новембра 1973. група студената-левичара протестовала је против војне хунте, која је владала од 1967. Хунта је послала тенкове који су их прегазили. Следеће године војна хунта је збачена, а датум крвавог масакра постао је назив новостворене оружане групе, која се борила против САД, НАТО пакта и капитализма уопште. Циљ им је био да приморају Грчку да одустане од сарадње са западним блоком и успостави социјалистичко уређење друштва.

## Деловање
Акција која је ставила 17. новембар на терористичку мапу света била је ликвидација шефа ЦИА у Грчкој Ричарда Велча 1975. године. Већ следеће године убили су и Евангелоса Малиоса, једног од бивших шефова полиције који је био одговоран за мучење људи у тамницама претходног режима. 
Од почетка 1980-их на листу својих циљева ставили су и уклањање турских војних снага са Кипра. Турски војни и дипломатски представници проглашени су за нове мете. Такође, поред западних, окомили су се и на грчке индустријалце, бизнисмене и елиту уопште. Све то је трајало до почетка новог миленијума када је међународна заједница одлучила да јаче притисне грчке власти да ураде нешто конкретно и озбиљно против тероризма. Грчка потписује и ратификује конвенцију УН о тероризму и доноси низ нових закона. Уз британску и америчку помоћ формира се и нова антитерористичка војно-полицијска мрежа. Малобројна терористичка група 17Н и даље измиче рукама власти. 
У лето 2000. британски војни аташе Стефен Саундерс убијен је у својим колима. Двојица мотоциклиста су му пришли са обе стране возила и отворили ватру из аутоматског оружја. Опет нико од чланова 17Н није идентификован, нити ухваћен. Ипак, била је то последња успешна мисија ове групе...

## Хапшења
У јуну 2002, 17. новембар чини своју прву, али фаталну грешку. Савас Хирос тешко се повредио покушавајући да подметне бомбу на јахту грчког бизнисмена у луци у Пиреју. Када су га ухватили и претресли његов стан, пронашли су прави арсенал свих врста оружја и експлозива заједно са пропагандним материјалом 17Н. Ово је довело до откривања главног скровишта групе у Атини, а затим и до хапшења још тројице чланова. Грчки богаташи и западне дипломате могли су да одахну тек након хапшења Александроса Jотопулоса, главног човека групе 17Н, које се десило у јулу 2002. Убрзо се у рукама полиције нашло јос двадесетак осумњичених терориста. Многи експерти за тероризам сматрају да група за све време свог тродеценијског деловања никада није имала више од 25 чланова. У томе је и била тајна њихове нерањивости. 
Александрос Гијотопулос и још једна особа проглашени су кривим за организовање 963 кривична дела, укључујући убиства, удруживање ради антидржавне делатности и уништење имовине. Још тринаест оперативаца групе осуђено је на неколико доживотних затворских казни. Четворо осумњичених је ослобођено свих оптужби. Утврђено је да је Jотопоулос осмислио сваки напад који је 17Н икад извео. За то је кажњен 21 доживотном робијом. Главни убица организације Димитрис Куфодинас добио је 13 доживотних. 
Занимљиво је да амерички Стејт департмент још увек није скинуо 17Н са своје листе активних терористичких организација. 